# Židovský hřbitov v Brumově
Židovský hřbitov v Brumově byl založen snad v roce 1750. První písemná zmínka o hřbitovu pochází již z roku 1758, poslední pohřeb se tu uskutečnil v roce 1931. Je situován asi 500 m směrem na severozápad od severního okraje Brumova, v polích na vrcholu kopce Dubník, nalevo od silnice vedoucí na Valašské Klobouky. Hřbitov je chráněn jako kulturní památka České republiky.
Na zdejším židovském hřbitově, jehož areál má plochu 755 m2 se dochovalo asi 75 náhrobních kamenů (macev) s nejstarším čitelným z roku 1785. Pohřby se zde konaly až do doby 2. světové války.
V roce 1985 se hřbitov dočkal komplexní obnovy. Bylo postaveno nové oplocení a nalezené náhrobky byly opětovně postaveny na původní místa. A v roce 1993 zde byla odhalena pamětní deska obětem holokaustu z Brumova-Bylnice.
Brumovská židovská komunita přestala existovat podle zákona z roku 1890. Do okupace se o hřbitov starala židovská obec v Uherském Brodě.